# Mobbing Girls
Mobbing Girls ist eine Comedy-Serie des Ersten Deutschen Fernsehens. Die Serie schildert den Alltag in einem Versandhaus um vier scharfzüngige weibliche Büroangestellte. Sie wurde freitags im Vorabendprogramm ausgestrahlt.

## Handlung
Viviane Nebeling-Witt, Erika Schnabel, Marianne Leiser und Eva Bell, Erikas Nichte, arbeiten in der Telefonzentrale des Versandkaufhauses Quickborn. Viviane ist die Chefin, Marianne sitzt im Betriebsrat. Die eigenwilligen vier Damen sind ein eingeschworenes Team, nehmen telefonische Bestellungen entgegen und haben Angst vor einem drohenden Personalabbau. Im Berufsalltag sagen sie sowohl den Kunden als auch den Kollegen gerne ihre Meinung und nehmen dabei kein Blatt vor den Mund. Zwar ist der charmante Dr. Dr. Caspari aus der Verwaltung der Schwarm aller Frauen, doch gerade er hat den Plan, Einsparmaßnahmen im Personalbereich durchzuführen. Markus Lachmann ist der skatende Bürobote, dessen geistige Fähigkeiten von den Damen nicht allzu hoch eingeschätzt werden.

## Schauspieler
| Schauspieler        | Rolle                          | Folgen |
| ------------------- | ------------------------------ | ------ |
| Dirk Bach           | Lars                           | 1      |
| Christian Ebel      | Dr. Mühlschwein                | 1      |
| Christina Finger    | Jennifer Bonin                 | 1      |
| Astrid M. Fünderich | Viviane                        | 13     |
| Hansi Jochmann      | Erika                          | 13     |
| Michael Klich       | Markus Lachmann                | 13     |
| George Lenz         | Ingo Hoffmann                  | 1      |
| Susanne Pätzold     | Rafaela von Schönaich-Colorath | 1      |
| Urs Remond          | Jacko Witt                     | 1      |
| Oliver Sauer        | Dr. Dr. Caspari                | 12     |
| Hans H. Steinberg   | Herr Flockemeyer               | 1      |
| Ingrid van Bergen   | Marianne                       | 13     |
| Nele Savita Woydt   | Eva                            | 13     |

## Episoden
| Folge | Titel                        | Ausstrahlung       |
| ----- | ---------------------------- | ------------------ |
| 1     | Plunderteilchen              | 25. September 1998 |
| 2     | Der Neue                     | 2. Oktober 1998    |
| 3     | Corporate Identity           | 9. Oktober 1998    |
| 4     | Der Tag danach               | 16. Oktober 1998   |
| 5     | Verbrechen lohnt nicht       | 23. Oktober 1998   |
| 6     | Der geheimnisvolle Verehrer  | 30. Oktober 1998   |
| 7     | Workshop für Quasselstrippen | 6. November 1998   |
| 8     | Zwischen den Stühlen         | 13. November 1998  |
| 9     | Mein Chef ist blöd           | 20. November 1998  |
| 10    | Es kann nur eine geben       | 27. November 1998  |
| 11    | Delikate Tatsachen           | 4. Dezember 1998   |
| 12    | Eine heiße Nummer            | 11. Dezember 1998  |
| 13    | Ruhig und sachlich           | 18. Dezember 1998  |